# Fucus
Fucus är ett algsläkte av familjen Fucaceæ. 
Vid Sveriges kuster förekommer sex arter, av vilka blåstången, Fucus vesiculosus, är allmännast, växande vid hela kusten från norska gränsen till södra delen av Bottniska viken. Sågtången, Fucus serratus, förekommer på något djupare vatten än den föregående och går inte lika långt norrut i Östersjön. Tångarterna uppkastas ofta i stora massor på stränderna, ruttnar lätt och utgör sedan gammalt på flera ställen i södra Sverige ett viktigt gödslingsämne för de sandiga åkrarna. De har också använts för att binda och gödsla flygsandsfält för skogsodling.